# Lubiki Małe
Lubiki Małe – wieś kociewska w Polsce położona w województwie pomorskim, w powiecie starogardzkim, na obszarze gminy Czarna Woda w kompleksie leśnym Borów Tucholskich. W latach 1975–1998 miejscowość znajdowała się w granicach województwa gdańskiego.
30 grudnia 1994 wieś została przyłączona do gminy o statusie miasta Czarna Woda poprzez wyłączenie jej z gminy Kaliska.
Lubiki Małe wraz z wsią Lubiki oraz osadą Kamionna i przysiółkiem Podlesie tworzą sołectwo Lubiki. Według danych ze spisu powszechnego w 2002 roku miejscowość była zamieszkiwana przez 95 osób.
W okolicach wsi znajduje się jezioro Matyjowe oraz jezioro Długie.